# آن‌سوی نامرئی
«آن سوی نامرئی» (به انگلیسی: Beyond the Invisibleth)، تک‌آهنگی محصول سال ۱۹۹۶، خلق‌شده به وسیلهٔ پروژهٔ موسیقی انیگما می‌باشد. این تک‌آهنگ، اولین از تنها دو تک‌آهنگی بود که از آلبوم شاه مرده‌است، زنده باد شاه! عرضه می‌شد.
تک‌آهنگ ۵ ترانه‌ای تنها تک‌آهنگی از انیگما است که شامل یک آهنگ بی-ساید، «Light of Your Smile» می‌باشد که در آلبوم اصلی وجود ندارد. نیز تنها تک‌آهنگی از انیگما است که شامل ترانهٔ بازترکیبی نیست.
در آن سوی نامرئی، ساندرا کرتو باز هم آوازهای آغازین و مایکل کرتو، آوازهای اصلی را می‌خوانند و سرودهای مناجاتی در این آهنگ یک نمونهٔ لاتویایی است. بیشتر ترانه‌های آلبوم شاه مرده‌است، زنده باد شاه! شامل هم سرودهای گریگوری و هم آهنگ‌های قبیله‌ای هستند، که شنوندگان را به یاد دو آلبوم اولیهٔ این پروژه، MCMXC aD و صلیب تغییرات می‌اندازند. سرودهای گریگوری از «Gregoriani Cantus» اثر پیر کیلین گرفته شده‌اند درحالی که مناجات‌های لاتویایی از «Lettonie - Musiques Des Rites Solaires» اثر Rasa Ensemble Riga می‌باشند.
ویدئوی این ترانه به وسیلهٔ جولین تمپل کارگردانی شده‌است و در آن دو رقصندهٔ روی یخ (زوج رقصندهٔ روی یخ فنلاندی، سوزانا راهکامو و پتری کوککو) در یک جنگل مشاهده می‌شوند. این ویودئو در هانگرفورد بریتانیا گرفته شده‌است. یخ برای سرخوردن مخصوصاْ برای ویدئو ایجاد شده بود و بیش از دو هفته طول کشید تا یخ ببندد. سیمون اسکاتلند، تهیه‌کنندهٔ این ویدئو، متعاقباً از عنوان Beyond the Invisible (آن سوی نامرئی) برای سینمای خانگی و شرکت سرگرمی خود استفاده کرد.

## فهرست تک‌آهنگی
تمام متن ترانه‌ها نوشته‌شده به وسیلهٔ مایکل کرتو و دیوید فرستین، موسیقی از کرتو.
- سی دی تک‌آهنگی ۲ ترانه‌ای:

1. «Beyond the Invisible (نسخهٔ Radio Edit)» – مدت: ۴:۳۰
2. «Almost Full Moon» – مدت: ۳:۴۰

- سی دی تک‌آهنگی ۳ ترانه‌ای:

1. «Short Radio Edit» – مدت: ۳:۴۲
2. «Radio Edit» – مدت: ۴:۳۰
3. «Album Version» – مدت: ۵:۰۵

- سی دی تک‌آهنگی ۴ ترانه‌ای:

1. «Beyond The Invisible (نسخهٔ Radio Edit)» – مدت: ۴:۳۰
2. «Almost Full Moon» – مدت: ۳:۴۲
3. «Beyond The Invisible (نسخهٔ Album Version)» – مدت: ۵:۰۵
4. «Light of Your Smile» – مدت: ۵:۱۰

- سی دی تک‌آهنگی ۵ ترانه‌ای:

1. «Beyond the Invisible (نسخهٔ Radio Edit)» – مدت: ۴:۳۰
2. «Almost Full Moon» – مدت: ۳:۴۲
3. «Beyond the Invisible (نسخهٔ Album Version)» – مدت: ۵:۰۵
4. «Light of Your Smile» – مدت: ۵:۱۰
5. «Beyond the Invisible (نسخهٔ Short Radio Edit)» – مدت: ۳:۴۲

## جدول موسیقی
| جدول (۲۰۰۶)  | بالاترین رتبه |
| ------------ | ------------- |
| یوروچارت     | ۴۶            |
| یونان        | ۱             |
| نروژ         | ۱۳            |
| اتریش        | ۲۰            |
| بریتانیا     | ۲۱            |
| هلند         | ۲۷            |
| سوئد         | ۲۹            |
| فرانسه       | ۳۲            |
| سوئیس        | ۳۶            |
| آلمان        | ۴۰            |
| زلاند نو     | ۴۵            |
| ایالات متحده | ۸۱            |